# Galina Txistiakova
Galina Valentínovna Txistiakova -Галина Валентиновна Чистякова (rus) - (Izmail, RSS Ucraïna, URSS, 26 de juliol de 1966) és una antiga atleta soviètica, posteriorment naturalitzada russa i després eslovaca, que va aconseguir el rècord femení de salt de llargada el 1988, amb una marca de 7,52 metres.